# Notarctia proxima
Notarctia proxima är en fjärilsart som beskrevs av Guérin-meneville 1844. Notarctia proxima ingår i släktet Notarctia och familjen björnspinnare. Inga underarter finns listade i Catalogue of Life.